# Geir Sperre
Geir Sperre (27 novembre 1965) è un ex calciatore norvegese, di ruolo difensore.

## Carriera

### Club
Sperre giocò nell'Ellingsøy, prima di passare al Molde. Esordì in squadra il 27 aprile 1986, quando fu titolare nel pareggio per 1-1 contro lo HamKam. Il 9 luglio 1989 segnò la prima rete, nel successo per 3-1 sul Tromsø. Restò in squadra fino al 1991, quando poi tornò all'Ellingsøy.